# Brandy (musikalbum)
Brandy är det självbetitlade debutalbumet av den amerikanska artisten Brandy Norwood. Skivan gavs ut på den nordamerikanska musikmarknaden den 21 september 1994 via Atlantic Records och den 5 februari 1995 i övriga delar av världen. Som barn blev Norwood ett fan av den amerikanska sångaren Whitney Houston och hon visste därefter att hon ville bli en "berömd sångare". Trots sina musikaliska ambitioner blev Norwood först uppmärksammad som skådespelare med en mindre roll i filmen Imse vimse spindel och i den kortlivade TV-serien Thea. 1993 erbjöds hon ett skivkontrakt av Darryl Williams vid Atlantic Records och började därefter spela in musik till ett debutalbum.

## Bakgrund
Jag hade mycket emot mig. Jag kom från TV-branschen och det är typ tabu. Jag visste att det skulle vara svårt att bli tagen på allvar, men att bli en berömd sångare var vad jag verkligen ville. Men det fanns många som trodde att det inte fans en marknad för unga småflickor.
Brandy Norwood växte upp i ett kristet hem och började sjunga i sin pappas kyrkokör i Brookhaven Church of Christ i samhället Brookhaven, Mississippi. Hon sjöng sitt första gospelsolo vid två års ålder. 1983, när Norwood var fyra år gammal, flyttade familjen till Carson, Kalifornien och hon började studera i Hollywood High Performing Arts Center. Vid sju års ålder var Norwood på sin första Whitney Houston-konsert och hon blev en fan av artisten vilket kom att öka hennes eget musikintresse. I en intervju flera år senare berättade hon: "Jag var hänförd av talangen och hennes gåva och av hur hon fick alla i publiken att känna sig. Allt från glädjetårar, skrikandet och kärleken som hon fick. Jag tänkte 'åh herregud (!)' Från det ögonblicket förstod jag att det var något som jag också ville göra." Norwoods föräldrar uppmuntrade henne att följa sina drömmar och vid elva års ålder började Brandy besöka olika talangtävlingar. Som elvaåring skådespelade hon i en kortare sekvens av den amerikanska filmen Imse vimse spindel (1990) och syntes i flera reklamfilmer. Hon blev senare medlem i en ungdomsgrupp och fick tillfälle att sjunga på flera lokala tillställningar. Samtidigt träffade Norwood en musikkompositör och började spela in demolåtar. Hon skickade låtarna till flera skivbolag i hopp om att få ett skivkontrakt.
År 1990 fick hon ett kontrakt med Teaspoon Productions lett av Chris Stokes och Earl Harris, vilket i sin tur ledde till ett jobb som bakgrundssångare åt pojkbandet Immature. Hon träffade Darryl Williams som vid tidpunkten var skivbolagschef för Capitol Records. Norwood, som hade startat ett R&B-band med två andra kvinnor, uppträdde inför Williams. Han var dessvärre inte imponerad av bandet som var "osynkroniserade" och "flamsiga". I en intervju sa Williams: "Jag mins när hon först kom in i mitt kontor. Hon var elva år och medlem i en grupp. De var tre stycken som dansade och gjorde volter inne på mitt kontor. Min reaktion var 'aldrig i livet!'." Det var inte förrän två år senare, efter att Williams blivit en av cheferna för Atlantic Records, som han erbjöd henne ett skivkontrakt med bolaget. Norwoods mamma, Sonja Norwood-Bates slutade sitt jobb för att kunna vara manager åt sin dotter. Brandy hoppade samtidigt av Hollywood High School för att sedan få hemundervisning. Under inspelningen av Brandys debutalbum fick hon rollen som Danesha Turrell i ABC:s komediserie Thea. Brandy spelade den 12-åriga dottern till huvudpersonen, Thea Turrell (Thea Vidale). Serien hade aldrig några höga tittarsiffror och lades ner åtta månader efter premiären. Norwood nominerades till en Young Artist Award i kategorin "Outstanding Youth Ensemble in a Television Series". Vid en tillbakablick mindes Brandy att hon var glad att serien avslutades eftersom dessa inspelningar kolliderade med produktionen av hennes debutalbum. "Jag tyckte hemskt synd om alla inblandade utom mig själv. För min egen del var det mest positivt för då kunde jag ägna mig åt det jag verkligen ville och det var att sjunga".

## Inspelning och komposition
Atlantic anställde nykomlingen Keith Crouch för att komponera majoriteten av skivan. Om samarbetet med Crouch sa Norwood: "Det var väldigt viktigt för mig som ny artist. Vid tidpunkten ville jag inte låta som någon annan på radion. Han var bara fokuserad på sitt sound. Men det jag uppskattade med honom mest var att han gav mig äkta musik. Han gav mig inte fjortislåtar. Den var ungdomlig men passande med tanke på åldern. Vi hade jättebra samarbete." Brandy arbetade också med den manliga R&B-gruppen Somethin' for the People och Damon Thomas på ytterligare spår. Hon arbetade även med 16-åriga Robin Thicke som gjorde sin debut som låtskrivare på skivan med spåret "Love Is on My Side". Under inspelningen till skivan lyssnade både Norwoods föräldrar och skivbolaget igenom låtarna och Norwood spelade inte in dem om innehållet var för vuxet.
Norwoods musikaliska debut består till största del av street-orienterade rhythm-and-blueslåtar med influenser från hiphop soul. Låttexterna framhävde hennes ungdomliga och oskuldsfulla image. Norwood summerade senare låtarna på skivan som unga och sårbara: "Jag visste egentligen inte så mycket- allt jag ville göra var att sjunga. Man kan lätt förstå att det är en person som sjunger genuint, utan någon egentlig erfarenhet. Jag sjöng om att vara attraherad av det motstående könet men hade ingen erfarenhet av det." Skivans fjärde spår, "I Dedicate (Part I)", är första delen av tre där Norwood tackar artister som inspirerat henne till en karriär inom musiken. I den första delen, som pågår i en minut och tjugonio sekunder, nämner hon Houston som sin "mentor" och "förebild".

## Låtar
Brandy inleds med albumspåret "Movin' On" som skrevs av Kipper Jones och Keith Crouch och producerades av den sistnämnda. I låten sjunger Norwood att hon tänker vara sann mot sina egna värderingar, även om det gör att hon kan betraktas som "självgod". Stycket etablerar henne som en "good girl" med textverser som "I could be a typical kind of girl wasting my time/ But that ain't my style." "Baby", en ytterligare låt med både låttext och produktion av Crouch, skrevs även av Jones och artisten Rahsaan Patterson. I låten sjunger Norwood om en förälskelse och den attraktionskraft hon känner för sin potentiella partner. Den innehåller textversen "You're so fine you blow my mind" som är en interpolation av "Mickey" (1982) framförd av Toni Basil. "Best Friend" handlar om Norwoods vänskap med sin yngre bror Ray J och skrevs av Crouch och Glenn McKinney. "I Wanna Be Down" är det fjärde spåret på Brandy och en ytterligare komposition sammansatt av duon Crouch och Jones. Den är en ytterligare midtempo-låt som handlar om en potentiell kärleksrelation där framföraren ställer frågan: 
"I would like to get to know if I could be/ The kind of girl that you could be down for".
"I Dedicate (Part I)" beskrevs som ett "melodiöst uppläst tack-meddelande" och är den första av tre korta låtar utspridda på albumet. Den första delen dedicerar Norwood bland annat till sin pappa, Ray J, Whitney Houston, Aretha Franklin och Stevie Wonder.

## Lansering och marknadsföring
Norwood begav sig på flera marknadsföringsturnéer för skivan. Hon var även förband på Boyz II Mens nationella turné vilket hon kommenterade i en intervju: "Jag känner mig väldigt glad och motiverad att åka på turné. Det känns som en dröm att ens få vara på samma scen som Boyz II Men." Atlantic var till en början emot en turné då de var rädda att Norwood inte skulle kunna sjunga lika bra live som på skivan.

## Singlar
"I Wanna Be Down" gavs ut som skivans huvudsingel i september 1994. Skivans andra singel, "Baby" gavs ut samtidigt som framgångarna med "I Wanna Be Down" förlängdes med en remixversion ("Human Rhythm Hip Hop Remix") tillsammans med de kvinnliga rapparna MC Lyte, Queen Latifah och Yo-Yo.

## Mottagande
Musikrecensenters reaktioner på Norwoods musikaliska debut var blandade vilket gör den till en av sångerskans mindre hyllade utgivningar. Eddie Huffman, skribent för Allmusic, skrev; "Denna tonåriga R&B-sångare gjorde ett namn av sig själv under sena 1994 med "I Wanna Be Down", ett representativt spår från hennes gedigna debutalbum. Brandy vet hur man hanterar hiphop-beats med lågmäld, men ändå stark, sång som framförs över sparsamma arrangemang likt en Janet Jackson med lägre register eller en modernare Mary J. Blige. Bra låtar och färsk produktion gör Brandy till en trevlig och dansant succé." År 2007 rankades skivan bland de 150 mest betydande utgivningarna av Vibe Magazine sedan tidskriftens början. Enligt skribenten är Brandy "långsam, avsiktlig och naiv - inte för att skivan inte är en bedrift, utan för att de bästa ögonblicken låter så nervösa och oskyldiga som en första dejt."
People jämförde skivan med Aaliyahs debutalbum Age Ain't Nothing but a Number, som gavs ut fyra månader tidigare. De skrev; "Medan allt om Aaliyah skriker 'här och nu' har Brandys välskötta hiphop och pop-soul en mera tidlös dragningskraft. Hon tycks ha ett självförtroende likt en diva dubbelt så gammal och blandar kärlekslåtar med hyllningar till sin yngre bror ("Best Friend"), gud ("Give Me You"), den perfekta mannen ("Baby") och äldre idoler som Aretha och Whitney ("I Dedicate"). Det här bryter knappast ny mark men Brandy har rösten som kan ta henne högre än att bara vara en tonårs-idol." Anderson Jones vid Entertainment Weekly var mindre entusiastisk. Han gav skivan betyget C och skrev; "Ett album som verkar vara byggd på filosofin 'Om Aaliyah kan, varför skulle inte jag kunna?'. Skillnaden är att när barnskådespelerskan Brandy (från Thea) sjunger om vänner, hjältar och ung förälskelse- istället för melodier om intimt umgänge- så spelar hon sin ålder. Som bäst ett brådmoget försök." Robert Christgau gav ett likvärdigt betyg och skrev; "den kan kanske imponera vid en eller två spelningar tack vare enstaka spår. Sen är man inte lika imponerad längre."

## Kommersiell prestation
Brandy var inte en omedelbar framgång. Skivan debuterade på plats 94 på amerikanska albumlistan Billboard 200. Fram till maj 1996 hade skivan uppehållit sig 86 veckor på Billboards albumlista och sålts i tre miljoner exemplar i USA.

## Låtlista
| 1.           | "Movin' On"              | Keith Crouch, Kipper Jones                                           | Keith Crouch                  | 4:27  |
| 2.           | "Baby"                   | Keith Crouch, Kipper Jones, Rahsaan Patterson                        | Keith Crouch                  | 5:13  |
| 3.           | "Best Friend"            | Keith Crouch, Glenn McKinney                                         | Keith Crouch                  | 4:48  |
| 4.           | "I Wanna Be Down"        | Keith Crouch, Kipper Jones                                           | Keith Crouch                  | 4:51  |
| 5.           | "I Dedicate (Part I)"    | Rochad Holiday, Brandy Norwood, Curtis "Sauce" Wilson, Jeffrey Young | Somethin' for the People      | 1:29  |
| 6.           | "Brokenhearted"          | Keith Crouch, Kipper Jones                                           | Keith Crouch                  | 5:52  |
| 7.           | "I'm Yours"              | Arvel McClinton, Damon Thomas                                        | Arvel McClinton, Damon Thomas | 4:01  |
| 8.           | "Sunny Day"              | Rochad Holiday, Mark Lomax, Curtis "Sauce" Wilson, Jeffrey Young     | Somethin' for the People      | 4:29  |
| 9.           | "As Long as You're Here" | Rochad Holiday, Trina Powell, Curtis "Sauce" Wilson, Jeffrey Young   | Somethin' for the People      | 4:45  |
| 10.          | "Always on My Mind"      | Kenneth Crouch                                                       | Kenneth Crouch                | 4:06  |
| 11.          | "I Dedicate (Part II)"   | Rochad Holiday, Brandy Norwood, Curtis "Sauce" Wilson, Jeffrey Young | Somethin' for the People      | 0:55  |
| 12.          | "Love Is on My Side"     | Robin Thicke, Damon Thomas                                           | Damon Thomas                  | 5:09  |
| 13.          | "Give Me You"            | Rochad Holiday, Curtis "Sauce" Wilson, Jeffrey Young, Kenny Young    | Somethin' for the People      | 4:25  |
| 14.          | "I Dedicate (Part III)"  | Rochad Holiday, Brandy Norwood, Curtis "Sauce" Wilson, Jeffrey Young | Somethin' for the People      | 1:01  |
| Total längd: | Total längd:             | Total längd:                                                         | Total längd:                  | 55:31 |

| 15. | "I Wanna Be Down (Human Rhythm Hip Hop Remix)" (featuring MC Lyte, Queen Latifah och Yo Yo) | Keith Crouch, Kipper Jones | Daryl Williams, Keith Crouch, Kipper Jones, 3 Boyz From Newark Ent. | 4:17 |

## Medverkande
Information hämtad från Barnes & Noble
Framföranden
- Brandy Norwood	– albumartist, sång
- Derek Allen – bas
- Cat Daddy Ro –	keyboards
- Keith Crouch –	trummor, keyboards
- Kenneth Crouch – piano
- Sherree Ford-Payne – bakgrundssång
- Kipper Jones –	sång
- Derek Organ – trummor
- Thomas Organ –	gitarr
- Derrick Edmondson – flöjt, horn saxofon
- Rahsaan Patterson – bakgrundssång
- Damon Thomas –	piano, keyboards
- Glenn McKinney – gitarr
- Jeffrey Young – bakgrundssång
- Tiara Lemacks – bakgrundssång
- Robin Thicke –	bakgrundssång

Tekniskt
- Smokey Robinson – kompositör
- Fuzzy – arrangör
- Keith Crouch –	programmering, producent
- Berry Gordy Jr. – kompositör
- Arvel McClinton III – programmering
- Darryl Williams – producent

## Topplistor
| Lista (1994)                           | Högsta listplacering |
| -------------------------------------- | -------------------- |
| Australien (ARIA)                      | 26                   |
| Tyskland (Media Control Charts)        | 86                   |
| USA Billboard 200                      | 20                   |
| USA Top R&B/Hip-Hop Albums (Billboard) | 6                    |
| Lista (1995)                           | Högsta listplacering |
| Kanada RPM Albums Chart                | 20                   |

## Certifikat
| USA (RIAA)                      | 4× Platina | 4 000 000+ |
| Kanada (CRIA)                   | Guld       | 40 000^    |
| Storbritannien (BPI)            | Silver     | 60 000^    |
| ^siffror baserade på certifikat |            |            |

## Utgivningshistorik
| Land           | Datum             | Format             | Skivbolag              |
| -------------- | ----------------- | ------------------ | ---------------------- |
| USA            | 27 september 1994 | CD, kassett        | Atlantic               |
| Frankrike      | 14 november 1994  | CD, kassett        | Atlantic               |
| Kanada         | 15 november 1994  | CD, kassett, vinyl | Atlantic               |
| Tyskland       | 3 februari 1995   | CD, kassett, vinyl | Warner                 |
| Storbritannien | 12 maj 1995       | CD, kassett, vinyl | Warner                 |
| Japan          | 6 april 1999      | CD                 | WEA International Inc. |